# Konrad Proll

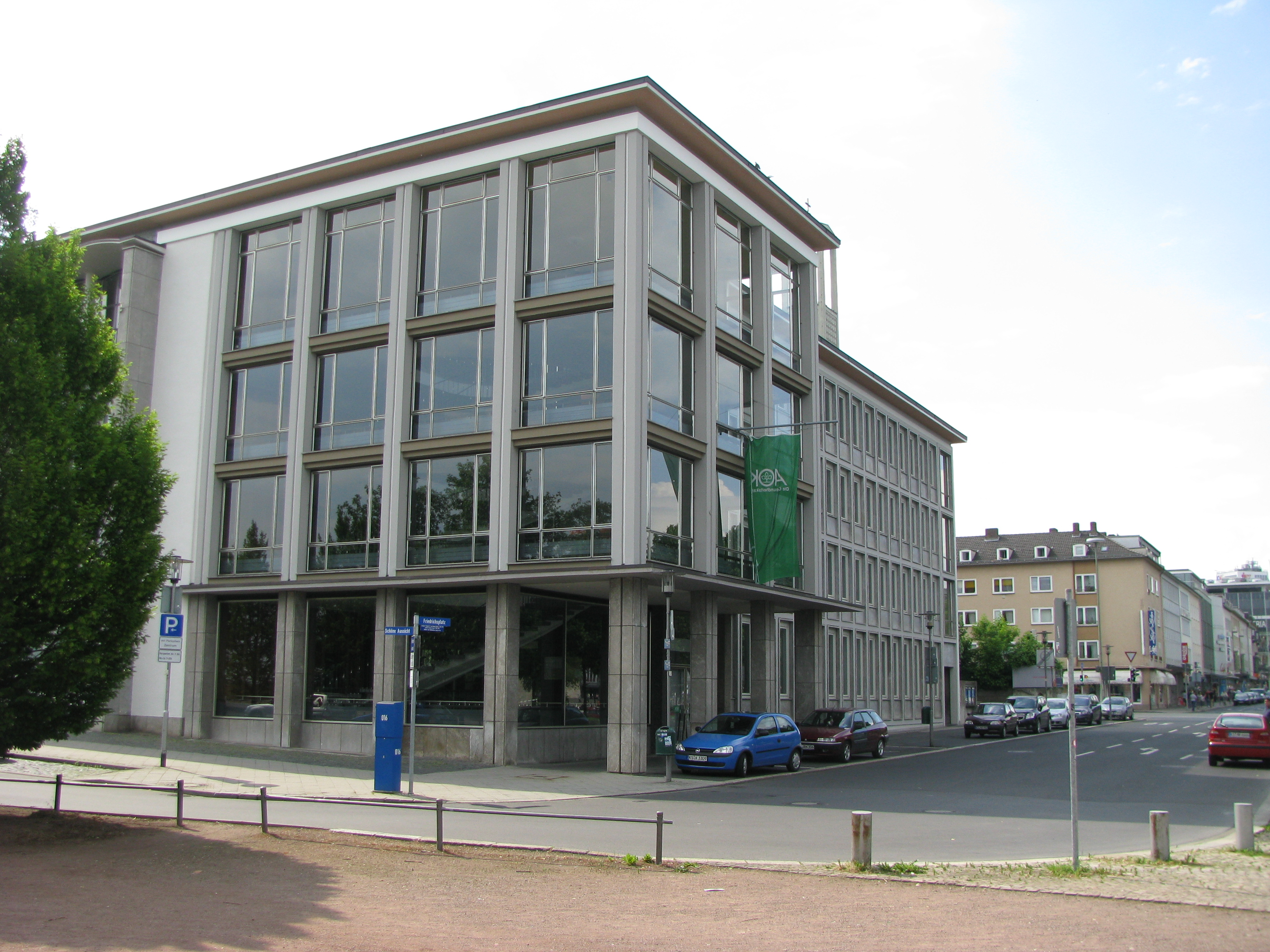
Verwaltungsgebäude der AOK am Kasseler Friedrichsplatz, 1957

Konrad Proll (* 10. Oktober 1909; † 23. Januar 2000 in Kassel) war ein deutscher Architekt des 20. Jahrhunderts. Er war überwiegend in Kassel und Nordhessen tätig. Konrad Proll war ein Protagonist des Wiederaufbaus der Stadt Kassel. Einige seiner Gebäude stehen als Kulturdenkmale unter Denkmalschutz.

## Leben
Vor dem Hochschulstudium der Architektur, welches er 1931 mit dem Examen abschloss, machte Konrad Proll eine Lehre als Maurer und Zeichner. Seit 1935 wirkte er als freischaffender Architekt in Kassel. Er war der Vater der politischen Aktivisten und Autoren Thorwald und Astrid Proll. Er starb mit 90 Jahren in Kassel. Sein beruflicher Nachlass befindet sich im Stadtarchiv Kassel.

## Werk
Aus der frühen Phase seines Schaffens werden vor allem Wohnbauten genannt. Im Zweiten Weltkrieg lassen sich in seinem Nachlass auch Arbeiten an Industrieanlagen in der Umgebung von Kassel feststellen.
In der frühen Nachkriegszeit war Prolls Werk vom Wiederaufbau Kassels geprägt. In Oberzwehren wurde von 1946 bis 1950 das ehemalige HJ-Heim am Schenckelsberg zum Kindergarten umgebaut. 1949 wurde nach seinen Plänen an der Ecke Weser- und Ysenburgstraße ein Mehrfamilienhaus errichtet, das aus Schüttbeton, der aus Trümmer-Ziegelsplit und Zement gewonnen wurde, bestand. Prägend für das Stadtbild Kassels der 1950er Jahre wurde das erste am Ständeplatz neu errichtete Geschäftshaus und das 1957 fertiggestellte Verwaltungsgebäude der AOK am Friedrichsplatz. Ersteres ist Bestandteil der denkmalgeschützten Gesamtanlage, letzteres ein Einzeldenkmal. Wegweisend war die Konzeption des ersten Blindenwohnheims aus mehreren Einzelbauten in Kassel-Harleshausen. Das für den Blindenbund bis 1963 errichtete Ensemble war das erste seiner Art in der Bundesrepublik und war architektonisch auf die Bedürfnisse seiner Bewohner ausgerichtet. Spätere Arbeiten behandelten öffentliche Gebäude wie Schulen und Gemeinschaftshäuser im Landkreis Kassel. Sein privates, selbstentworfenes Wohnhaus in Kasseler Stadtteil Brasselsberg (Am Hahnen 16) aus dem Jahr 1955 ist heute ebenfalls ein Einzeldenkmal.

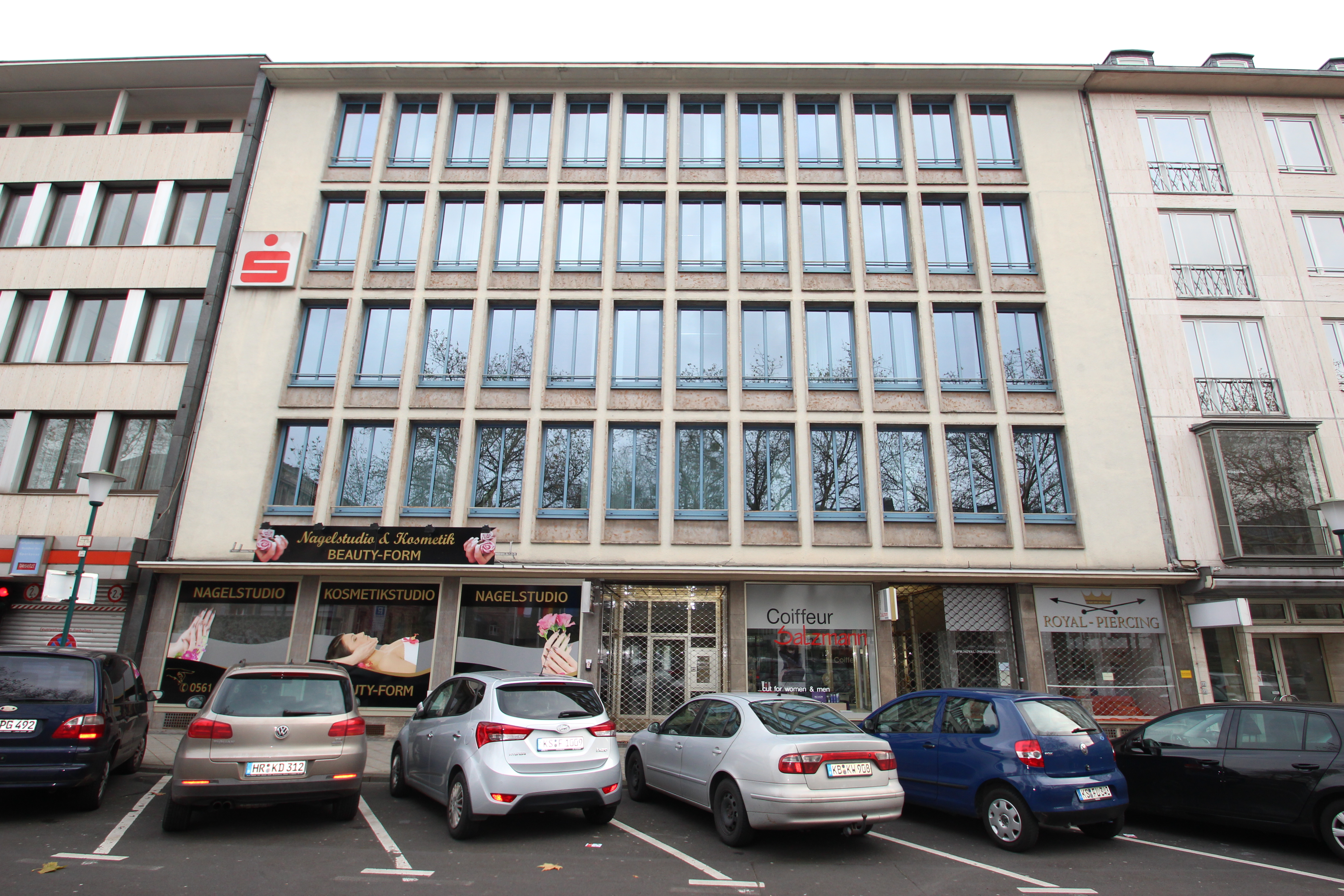
Ständeplatz 11, 1950 der erste Neubau am Kasseler Ständeplatz
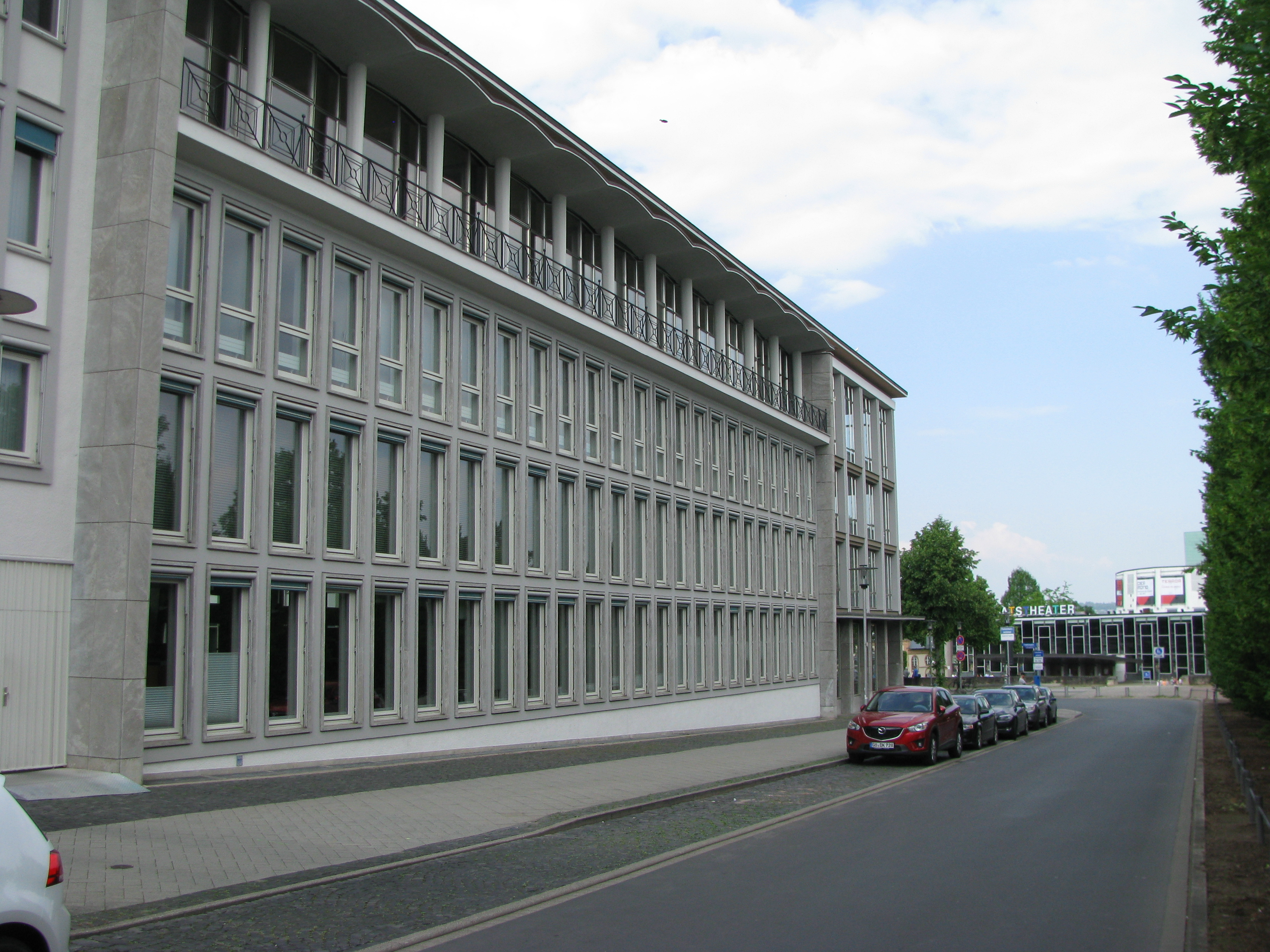
1957 wurde das Verwaltungsgebäude der AOK vollendet
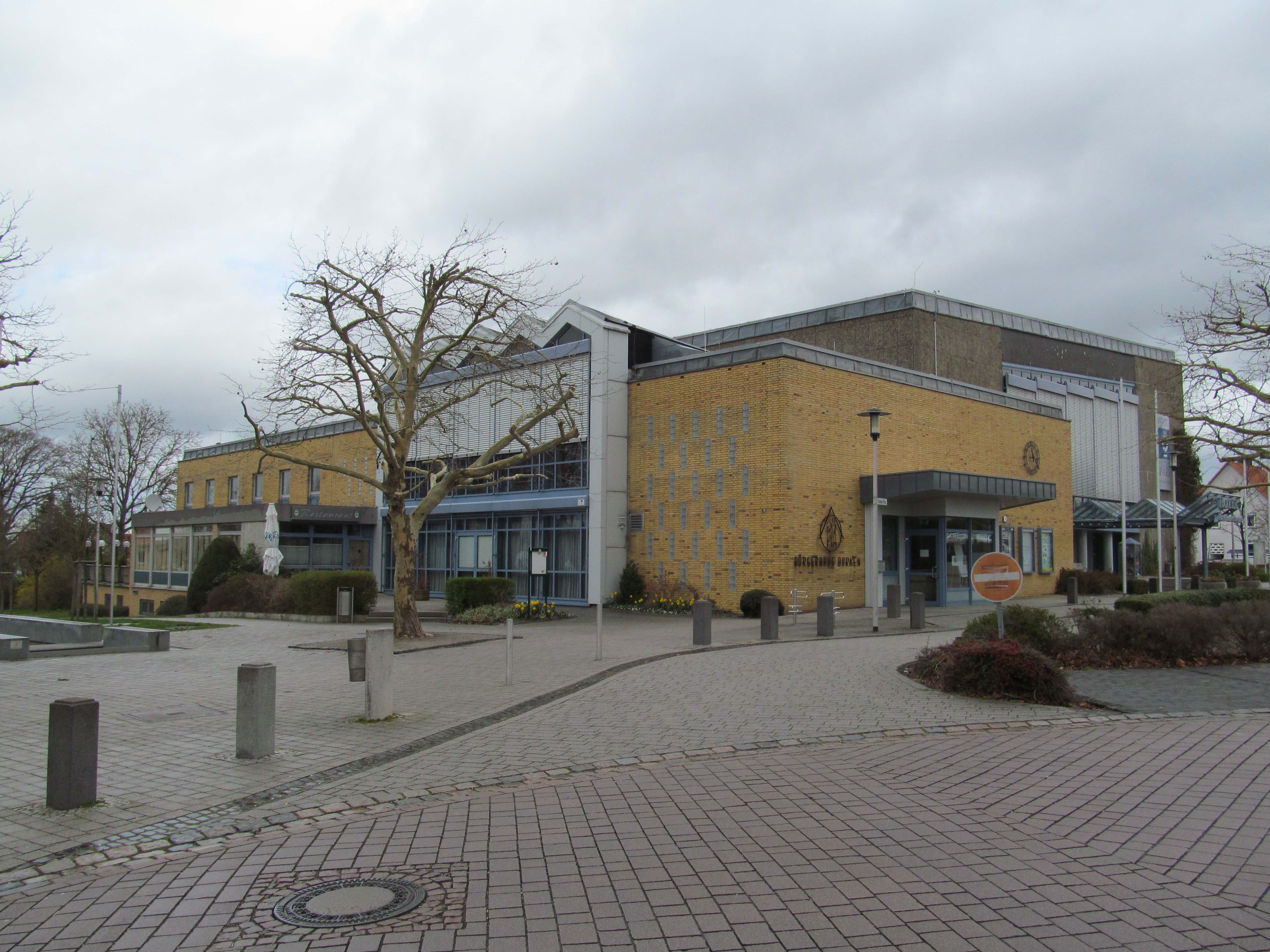
In den 1960er Jahren entstand das Bürgerhaus in Borken